# Legion (film 2010)
Legion − amerykański film fabularny w reżyserii Scotta Stewarta.

## Opis fabuły
Po przerażającej biblijnej apokalipsie, grupa obcych sobie ludzi odciętych od świata w odległym przydrożnym barze na Południowym Zachodzie, nieświadomie staje się ostatnią deską ratunku dla ludzkości, kiedy okazuje się, że młoda kelnerka jest w ciąży z mesjaszem.

## Obsada
- Paul Bettany jako archanioł Michał
- Dennis Quaid jako Bob Hanson
- Kevin Durand jako archanioł Gabriel
- Kate Walsh jako Sandra Anderson
- Lucas Black jako Jeep Hanson
- Doug Jones jako Lodziarz
- Tyrese Gibson jako Kyle Williams
- Willa Holland jako Audrey Anderson
- Adrianne Palicki jako Charlie
- Charles S. Dutton jako Percy Walker
- Josh Stamberg jako Burton
- Danielle Lozeau jako Nastolatka
- Jeanette Miller jako Gladys
- Daniel J Gonzales jako Kucharz Eddie / Bohater
- Stephen Oyoung jako Strażnik
- Bryan Chapman jako Piłkarz
- Gloria Kennedy jako Bezdomna
- Ken Gray jako Zombie
- Robert Miles jako Red